# بيورن روذر
بيورن روذر (بالألمانية: Björn Rother)‏ هو لاعب كرة قدم ألماني في مركز الوسط، ولد في 29 يوليو 1996 في ألمانيا. لعب مع .

## وصلات خارجية
- بيورن روذر على موقع قاعدة بيانات كرة القدم.إي يو (الإنجليزية)
- بيورن روذر على موقع عالم كرة القدم.نت (الإنجليزية)